# 溫德爾 (加利福尼亞州)
溫德爾（英語：Wendel）是位於美國加利福尼亞州拉森縣的一個非建制地區。該地的面積和人口皆未知。

## 地理
溫德爾的座標為40°20′54″N 120°14′01″W / 40.34833°N 120.23361°W，而該地的平均海拔高度為1223米（即4012英尺）。